# Opéra Bastille

Cây cột Tháng Bảy và Opéra Bastille

Opéra Bastille là một nhà hát nằm ở quảng trường Bastille thuộc Quận 12 thành phố Paris. Là một trong hai địa điểm của Nhà hát quốc gia Paris cùng Opéra Garnier, Opéra Bastille do kiến trúc sư Carlos Ott thiết kế và hoàn thành năm 1989.

## Lịch sử
Vào tháng 3 năm 1982, Tổng thống François Mitterrand quyết định xây một nhà hát mới ở Paris, chia sẻ bớt cho Opéra Garnier. Mitterrand muốn đó một công trình có kiến trúc hiện đại và đại chúng để "dân chủ hóa" nhạc cổ điển. Địa điểm được chọn là nhà ga Paris-Bastille ở quảng trường Bastille, giữa phố Lyon và phố Charenton. Nhà ga Paris-Bastille vốn được mở từ năm 1859 rồi đóng cửa năm 1969.
Tháng 7 năm 1982, một cuộc thi kiến trúc quốc tế được tổ chức với 1700 đăng ký và 756 đồ án được gửi đến. Tới tháng 11 năm 1983, ban tổ chức công bố người thắng giải là kiến trúc sư Canada-Uruguay Carlos Ott. Một năm sau đó, tháng 11 năm 1984, công trình bắt đầu được xây dựng. Ngày 13 tháng 7 năm 1989, nhà hát Opéra Bastille hoàn thành đúng dịp kỷ niệm 200 năm ngày chiếm ngục Bastille. Buổi biểu diễn cho dịp khánh thành là vở La Nuit avant le jour của Bob Wilson, nhưng phải đến 17 tháng 3 năm 1990, nhà hát mới chính thức bắt đầu bằng vở Les Troyens của nhà soạn nhạc Hector Berlioz.

## Nhà hát Opéra Bastille
Vị trí của Opéra Bastille tại quảng trường Bastille, một địa điểm lịch sử và là một khu phố tấp nập. Nhà hát mang một kiến trúc hiện đại, sử dụng vất liệu kính cho cả mặt ngoài và bên trong. Với phòng trình diễn lớn 2700 chỗ được thiết kế truyền âm đồng nhất, cùng các phòng chuẩn bị, phục trang, phòng làm việc... Opéra Bastille là một nhà hát lớn và hiện đại.
Khoang dàn nhạc của sân khấu có thể di chuyển và đóng lại, dành cho 130 nhạc công. Sân khấu chính cao 20 m, rộng 40 m và sâu 32 m vào phía trong. Chín máy nâng giúp sàn sân khấu có thể tạo thành nhiều tầng.
Tòa nhà Bastille
- Diện tích đất: 22 000 m²
- Diện tích sàn: 160 000 m²
- Chiều cao tổng cộng: 80 m

- Tính từ mặt đường: 30 m
Phòng lớn
- Diện tích: 1 200 m², chiếm 5% thể tích công trình
- Kích thước: cao 20 m, sâu 32 m, rộng 40 m
- Sức chứa: 2 703 khán giả
- Vật liệu: Đá granit từ Lanhélin vùng Bretagne, gỗ lê từ Trung Quốc và kính

Khán phòng
- Diện tích: 700 m²
- Chiều sâu: 21,4 m
- Sức chứa: 450 khán giả
- Vật liệu: Đá kết và đá cẩm thạch từ Verona

Trường quay
- Diện tích: 280 m²
- Chiều sâu: 19,5 m
- Sức chứa: 237 khán giả
- Vật liệu: Đá kết và đá cẩm thạch từ Verona và gỗ lê